# Коротков, Анатолий Николаевич
Анатолий Николаевич Коротков (11 ноября 1925, Алексеевка, Саратовская губерния, РСФСР, СССР — ?) — советский футболист, нападающий.

## Биография
Родился в 1925 году, но для того, чтобы поступить в лётную школу в Нижнем Тагиле, приписал себе лишние два года, в связи с чем во многих источниках годом его рождения значится 1923 год.
Начал играть в футбол в лётной школе, в первенстве СССР дебютировал в 1945 году в составе свердловского «Зенита». Чемпионат 1946 года провёл уже за куйбышевские «Крылья Советов», сыграл 19 матчей и забил 1 гол в ворота ленинградского «Зенита».
В 1947 перешёл в «Зенит». В 1950 году забил 22 гола, что по состоянию на начало 2013 года является рекордом для игроков «Зенита». За пять сезонов сыграл в чемпионате 118 игр, забил 48 мячей.
Играл на позиции левого инсайда. Был особенно опасен в непосредственной близости от ворот. Несмотря на невысокий рост, отлично играл головой.
В 1951 году у Короткова начались проблемы с алкоголем и дисциплиной, а впоследствии возник конфликт с командой, и его были вынуждены исключить из «Зенита». Также был лишен звания мастера спорта СССР в апреле 1951 года за «ряд аморальных поступков».
Информации о жизни и деятельности Короткова в 1952—1958 годах нет. В 1959 году он выступал за бокситогорский «Металлург» (часть сезона был играющим тренером), в составе команды победил в Кубке Ленинградской области и в Кубке Севера, стал вторым призёром чемпионата области; в 1960—1961 годах — играющий тренер пикалёвского «Металлурга».
Дальнейшая судьба Короткова неизвестна.